# Rui Fonte
Rui Pedro da Rocha Fonte (Lisboa, Portugal, 23 de març de 1990) és un futbolista portuguès que juga com a davanter al Benfica B.

## Trajectòria
Format a les categories inferiors del Sporting de Portugal, l'any 2006, va passar a les categories inferiors de l'Arsenal FC on va evolucionar fins a debutar amb el primer equip l'any 2008 en un partit contra el Wigan Athletic. La temporada següent anà cedit al Crystal Palace FC i, en finalitzar el contracte, retornà al Sporting de Portugal que el cediria al Vitória Setúbal durant la temporada 2009-10. La temporada 2010-11 va arribar cedit al RCD Espanyol on disputava regularment partits amb el filial, tot i que va debutar amb el primer equip. L'agost del 2011, firmà un contracte amb el primer equip.

## Palmarès
| Títol          | Club         | País      | Any  |
| -------------- | ------------ | --------- | ---- |
| Copa Catalunya | RCD Espanyol | Catalunya | 2010 |
| Copa Catalunya | RCD Espanyol | Catalunya | 2011 |